# Pi5 Orionis
Pour les articles homonymes, voir Pi Orionis.
Désignations
Pi5 Orionis (π5 Ori / π5 Orionis) est une étoile binaire de quatrième magnitude de la constellation d'Orion. Elle fait partie de la série d'étoiles qui partagent la désignation de Bayer Pi Orionis et constitue une double optique avec 5 Orionis. Le système présente une parallaxe annuelle de 2,43 mas mesurée par le satellite Hipparcos, ce qui indique qu'il est situé à approximativement ∼ 1 300 a.l. (∼ 399 pc) de la Terre. Il s'éloigne du Système solaire à une vitesse radiale de +24 km/s.
Pi5 Orionis est une binaire spectroscopique à raies simples, dont les deux étoiles tournent l'une autour de l'autre dans une orbite quasiment circulaire d'une période de 3,70 jours,. Il s'agit d'une variable ellipsoïdale, ce qui signifie que les étoiles sont assez proches l'une de l'autre pour qu'elles soient déformées par leur gravité mutuelle. Cela provoque une variation régulière de la luminosité du système, lorsque l'orientation des étoiles change par rapport à la Terre, d'une amplitude moyenne de 0,05 en magnitude visuelle. En tout, la magnitude apparente de Pi5 Orionis varie entre 3,66 et 3,73. Une analyse détaillée de sa courbe de lumière suggère que l'étoile primaire connaît des pulsations et qu'il s'agit donc probablement en plus d'une étoile de type B à pulsation lente (SPB).
L'étoile primaire est classée comme une géante bleue de type spectral B2 III. Elle est estimée n'être âgée que de 16 millions d'années et elle est 12 fois plus massive que le Soleil. Contrairement à ce que suggère sa classe de luminosité d'étoile géante « III », on pense qu'elle termine ou est sur le point de terminer sa vie sur la séquence principale. L'étoile tourne sur elle-même à une vitesse de rotation projetée de 90 km/s. Son rayon est environ 12 fois plus grand que le rayon solaire, elle est environ 11 250 fois plus lumineuse que le Soleil et sa température de surface est de 14 496 K.
L'étoile secondaire n'est pas détectable clairement dans le spectre, mais des modélisations faites à partir de l'orbite et des variations de luminosité suggèrent qu'il s'agit d'une étoile bleu-blanc de la séquence principale dont la classe spectrale est autour de B6. Elle est plus petite, plus froide et beaucoup moins lumineuse que l'étoile primaire, et orbite à une distance d'environ 26 ua.